# Gouvernement Fierlinger I
IIIe république
Gouvernement de Londres (cs) Gouvernement du Front National
Le gouvernement Fierlinger I (en tchèque : První vláda Zdeňka Fierlingera) ou gouvernement de Košice (en tchèque : Košice vláda) est le gouvernement de la Tchécoslovaquie entre le 4 avril 1945 et le 6 novembre 1945, le premier de la IIIe république,.

## Contexte
Vers la fin de la Seconde Guerre mondiale, des négociations eurent lieu entre le président en exil, Edvard Beneš, et la direction moscovite du Parti communiste de Tchécoslovaquie, dirigée par Klement Gottwald. Un accord est trouvé sur la constitution d'une coalition, le Front national des Tchèques et des Slovaques.
Contrôler dès le début par les communistes, le Front national facilitera la prise du pouvoir de ses dernier en 1948. Pour les élections de 1946, seule les partis associés à cette organisation pourront se présenter.
Investie le 5 avril 1945 à Košice, dans l’est de la Slovaquie après que cette région ait été libérée, le gouvernement adopte le programme de Košice.

## Composition
| Poste                                        | Titulaire | Titulaire              | Parti       |
| -------------------------------------------- | --------- | ---------------------- | ----------- |
| Premier ministre                             |           | Zdeněk Fierlinger      | ČSSD        |
| Vice-premier ministre                        |           | Josef David (cs)       | ČSNS        |
| Vice-premier ministre                        |           | Klement Gottwald       | KSČ         |
| Vice-premier ministre                        |           | Viliam Široký          | KSS (en)    |
| Vice-premier ministre                        |           | Jan Šrámek             | ČSL         |
| Vice-premier ministre                        |           | Ján Ursíny (cs)        | DS (en)     |
| Ministre des Affaires étrangères             |           | Jan Masaryk            | Indépendant |
| Ministre de la Défence                       |           | Ludvík Svoboda         | Indépendant |
| Ministre du Commerce extérieur               |           | Hubert Ripka           | ČSNS        |
| Ministre de l’Intérieur                      |           | Václav Nosek           | KSČ         |
| Ministre des Finances                        |           | Vavro Šrobár (cs)      | DS (en)     |
| Ministre de l’Éducation                      |           | Zdeněk Nejedlý         | KSČ         |
| Ministre de la Justice                       |           | Jaroslav Stránský (cs) | ČSNS        |
| Ministre de l'Information                    |           | Václav Kopecký         | KSČ         |
| Ministre de l’Industrie                      |           | Bohumil Laušman        | ČSSD        |
| Ministre de l’Agriculture                    |           | Július Ďuriš (cs)      | KSS (en)    |
| Ministre du Commerce                         |           | Ivan Pietor (cs)       | DS (en)     |
| Ministre des Transports                      |           | Antonín Hasal (cs)     | Indépendant |
| Ministre des Postes                          |           | František Hála (cs)    | ČSL         |
| Ministre des Affaires sociales et du Travail |           | Jozef Šoltész (cs)     | KSS (en)    |
| Ministre de la Santé                         |           | Adolf Procházka (cs)   | ČSL         |
| Ministre de l’Alimentation                   |           | Václav Majer (cs)      | ČSSD        |
| Secrétaire d’État aux Affaires étrangères    |           | Vladimír Clementis     | KSS (en)    |
| Secrétaire d’État à la Défense               |           | Mikuláš Ferjenčík (cs) | Indépendant |
| Secrétaire d’État au Commerce extérieur      |           | Ján Lichner (cs)       | DS (en)     |